# Atkinsoniella hupehna
Atkinsoniella hupehna är en insektsart som beskrevs av Young 1986. Atkinsoniella hupehna ingår i släktet Atkinsoniella, och familjen dvärgstritar. Inga underarter finns listade i Catalogue of Life.